# الشروم الغربية (أسلم)

تعديل مصدري - تعديل

الشروم الغربية هي إحدى قرى عزلة أسلم اليمن بمديرية أسلم التابعة لمحافظة حجة، بلغ تعداد سكانها 240 نسمة حسب تعداد اليمن لعام 2004. 
ويوجد بها مدرسة الشروم 
ومن أهم اعيانها العاقل عبد الله يحي البالعي والأستاذ أحمد زعبر
```
[
2
]
```